# Julius Beck (Politiker)
Julius Franz Xaver Beck (* 10. November 1884 in Sursee, Kanton Luzern; † 4. November 1981 ebenda), heimatberechtigt in Sursee, war ein Schweizer Politiker (KVP).

## Biografie

### Familie und Beruf
Julius Franz Xaver Beck war der Sohn von Julius Beck senior (1854–1920), Luzerner Grossrat, Fürsprech und Präsident des Luzerner sowie des Schweizer Anwaltverbandes. Seine Mutter war Lina Beck, geborene Walther (1855–1914). Julius Beck legte 1903 die eidgenössische Matura in Luzern ab. Er wandte sich im Anschluss dem Studium der Rechtswissenschaften an den Universitäten Bern, Wien, Leipzig sowie Zürich zu, das er 1910 in Bern mit der Promotion zum Dr. iur. abschloss. Nach dem Erwerb des Luzerner Anwaltspatentes führte Julius Beck Anwaltbüros in Sursee und Luzern.
Julius Beck heiratete 1916 die gebürtige Wilerin Lina Beck-Meyenberger (1892–1988), Tochter des Arztes Johann Inocenz Meyenberger. Lina Beck-Meyenberger, eine ausgebildete Lehrerin, übte von 1941 bis 1957 das Amt der Zentralpräsidentin des Schweizerischen Katholischen Frauenbundes (SKF) aus. Julius Beck verstarb Anfang November 1981 wenige Tage vor Vollendung seines 97. Lebensjahres in seiner Heimatstadt Sursee.
Julius Beck war der Enkel von Franz Xaver Beck sowie der Neffe von Heinrich Walther.

### Politische Karriere
Der der Schweizerischen Konservativen Volkspartei (KVP) beigetretene Julius Beck bekleidete ab 1917 das Amt des Stadtamanns, ab 1923 bis zu seinem politischen Rückzug im Jahre 1959 jenes des Stadtpräsidenten von Sursee. Der tatkräftige und engagierte Julius Beck, während dessen Präsidentschaft sich die Einwohnerzahl Sursees von 3000 auf 5000 fast verdoppelte, zeichnete mitverantwortlich für den starken Ausbau des Schulwesens, die Gründung des Bezirksspitals, den Bau des Eidgenössischen Zeughauses sowie zahlreiche Renovationen öffentlicher Gebäude.
Julius Beck vertrat seine Partei darüber hinaus von 1923 bis 1935, davon im Amtsjahr 1929 als Präsident, sowie 1937 bis 1947 im Luzerner Grossrat.